# Únor 2016

## Únor

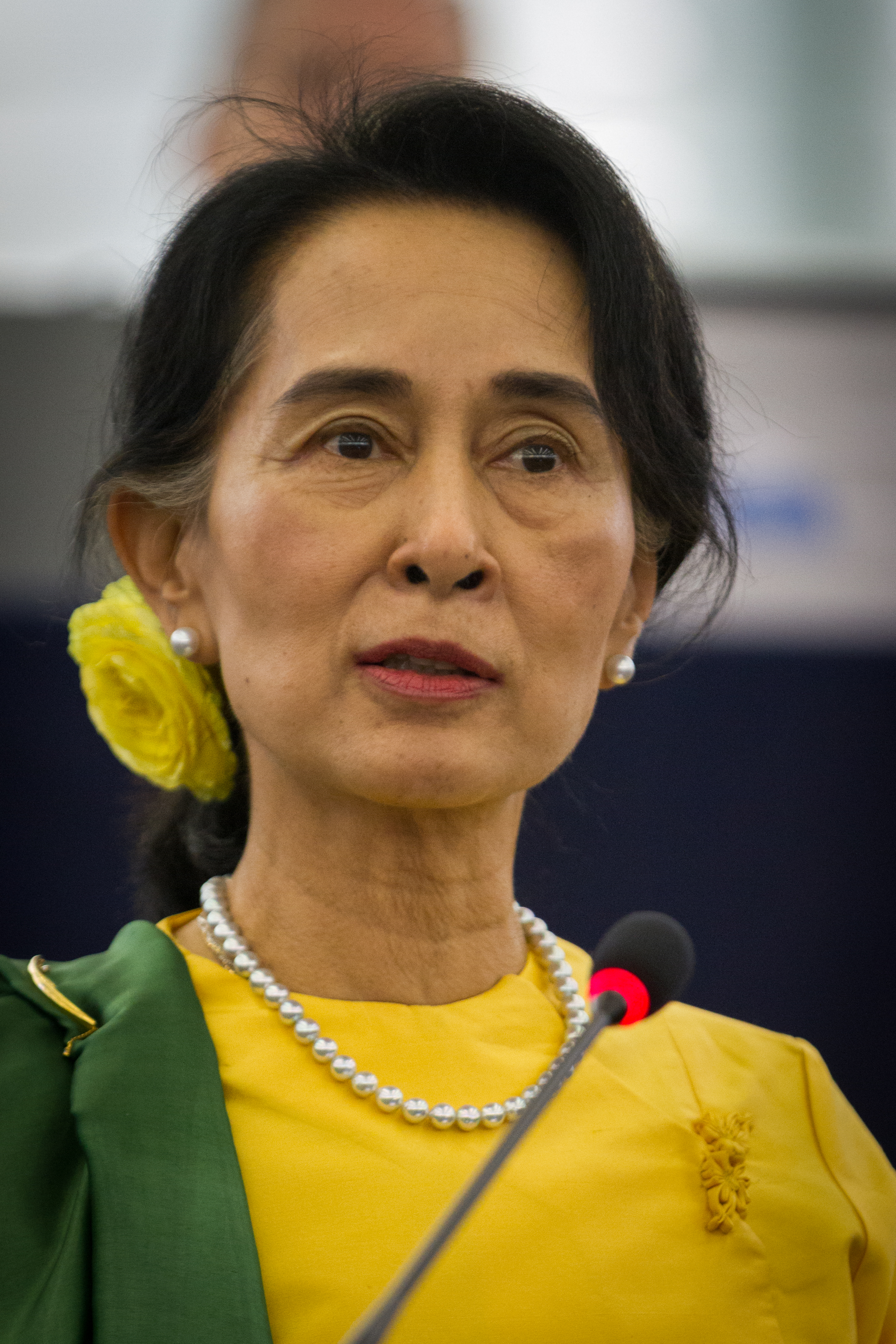
Aun Schan Su Ťij

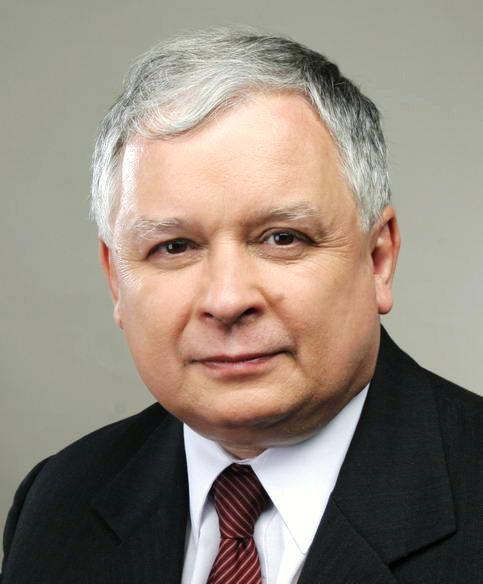
Lech Kaczyński

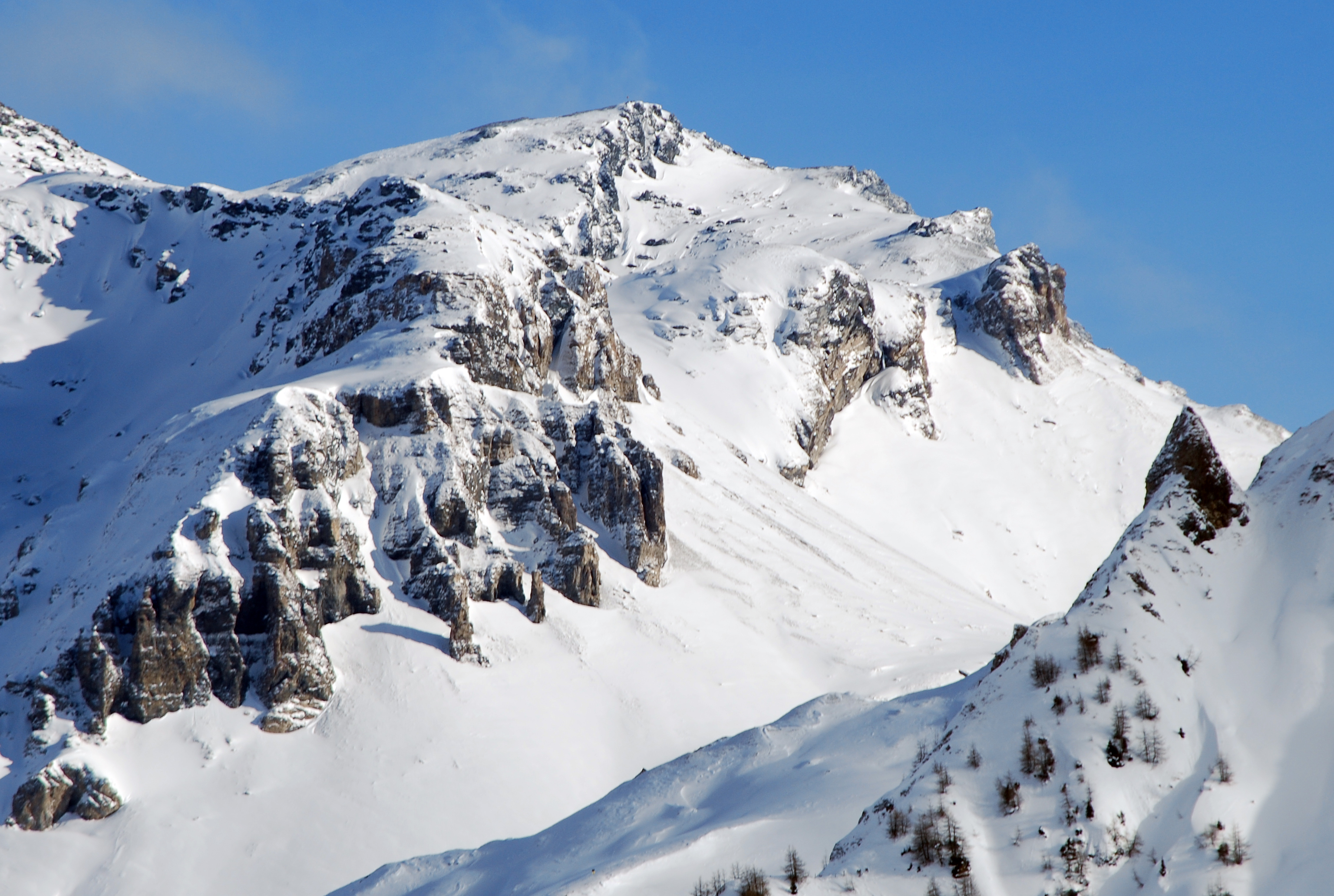
hora Geier

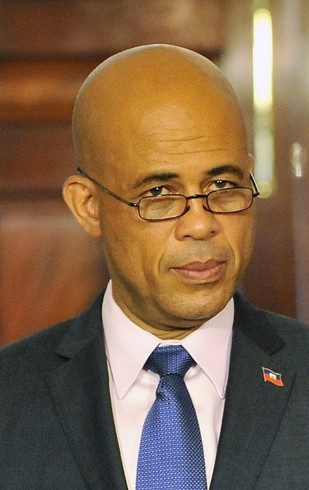
Michel Martelly

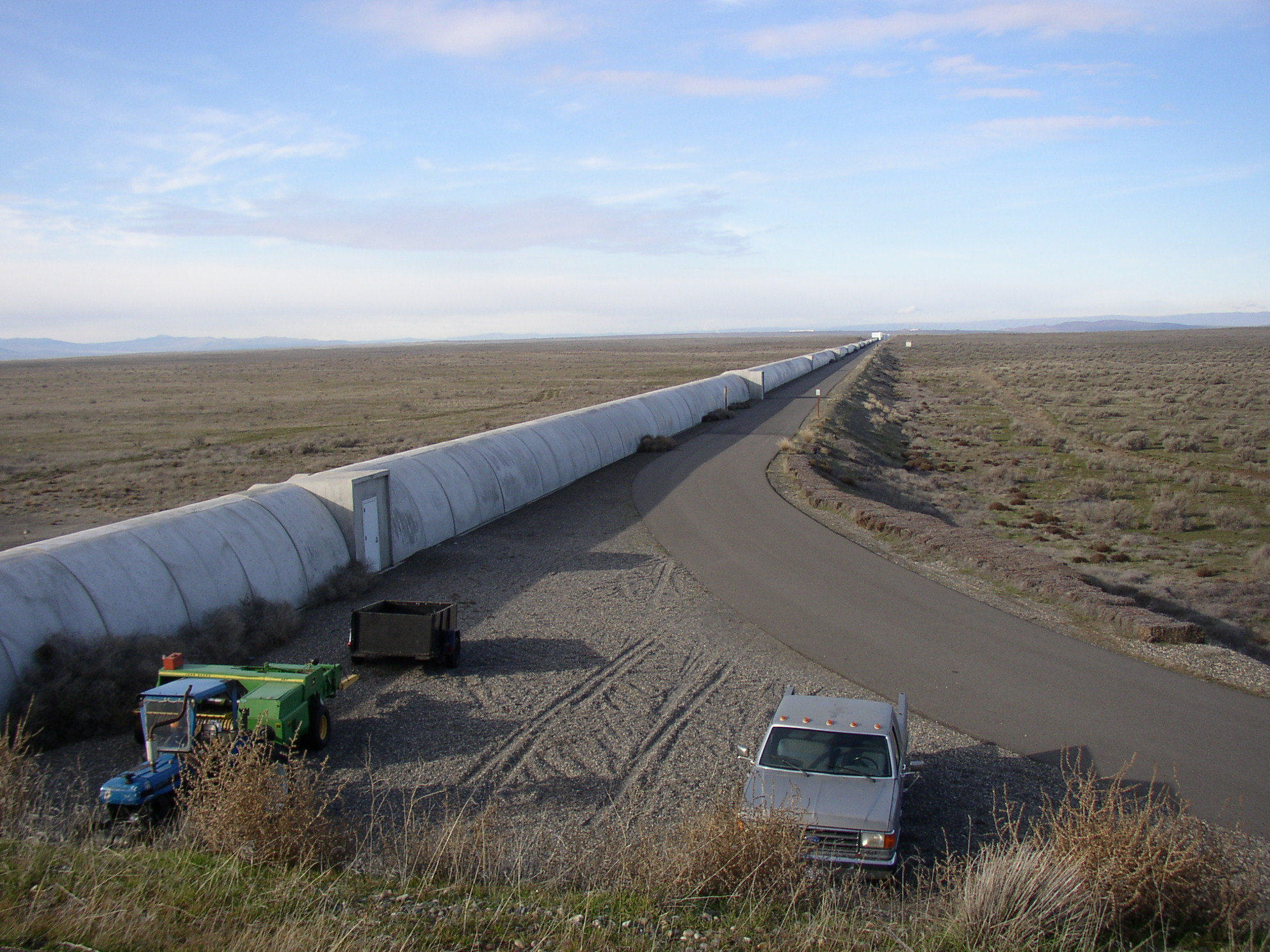
detektor LIGO

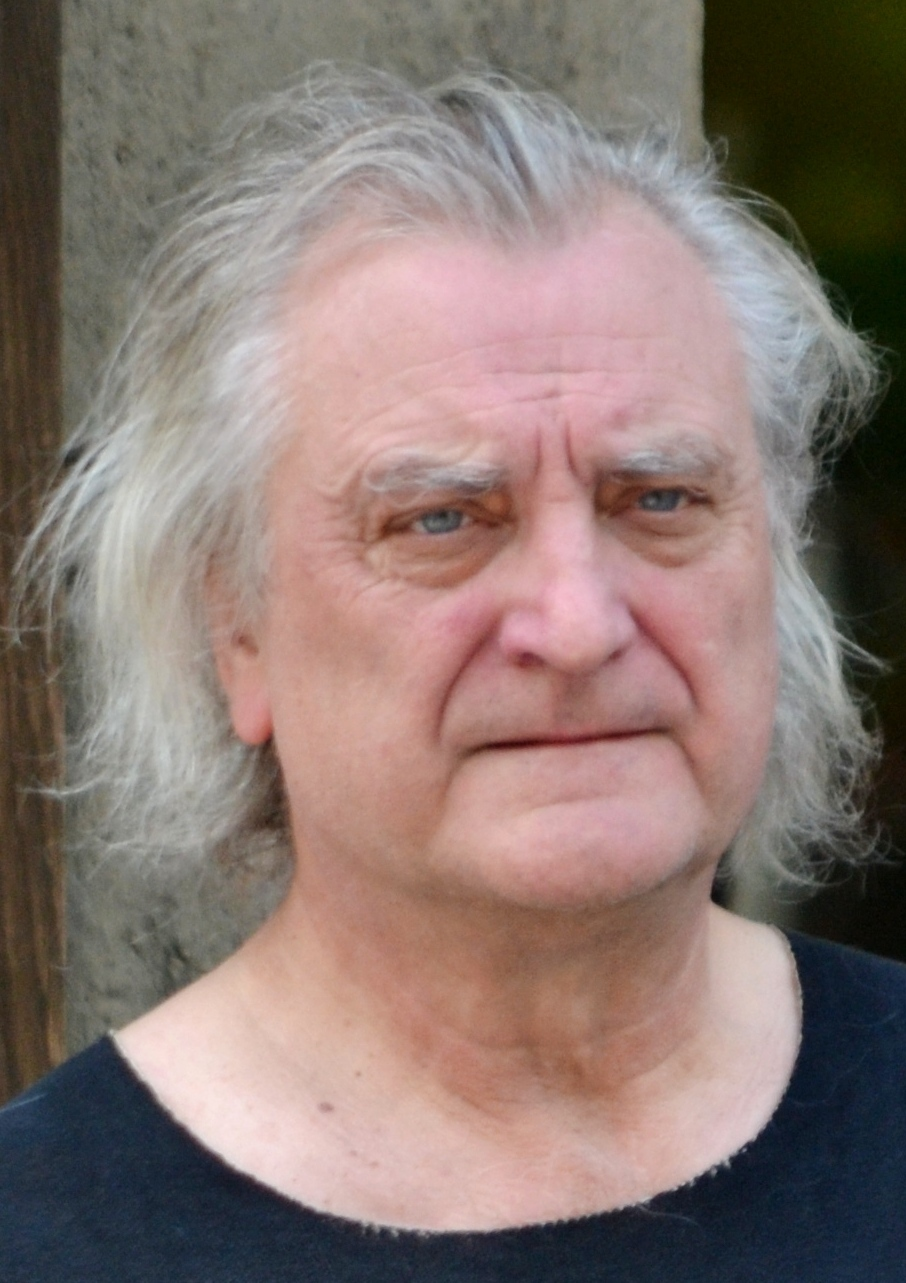
Bořek Šípek

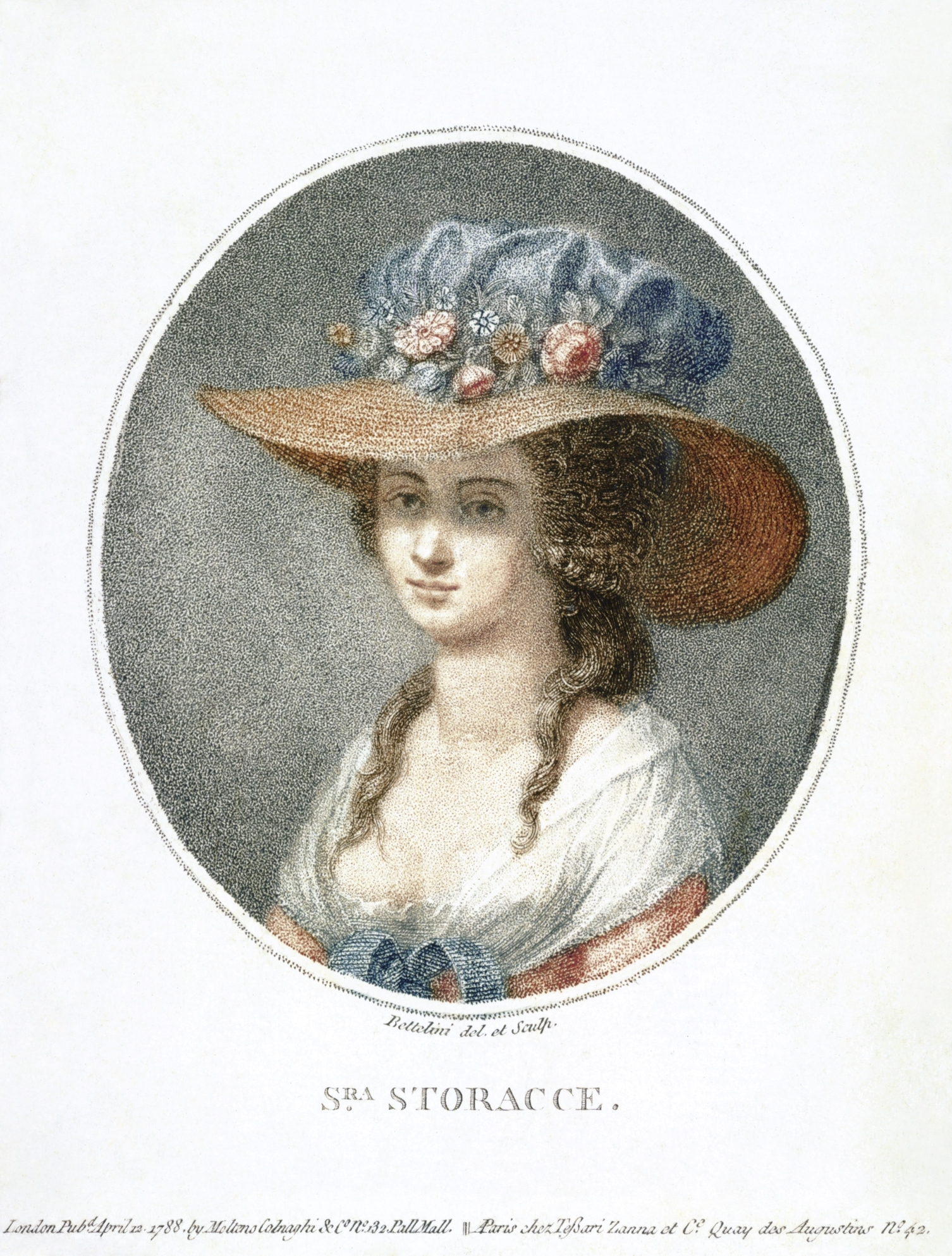
Nancy Storaceová

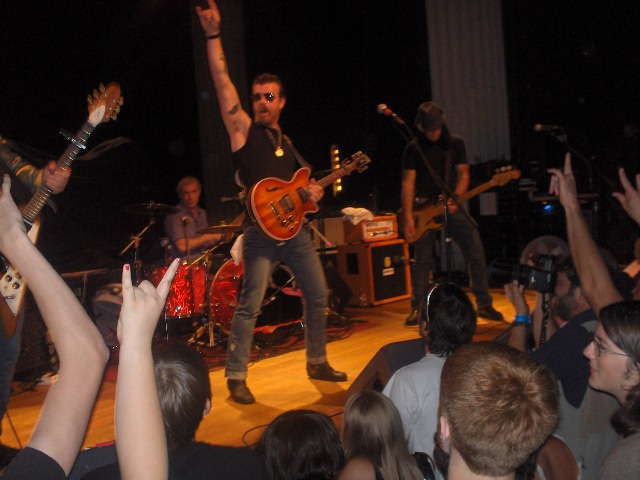
Eagles of Death Metal

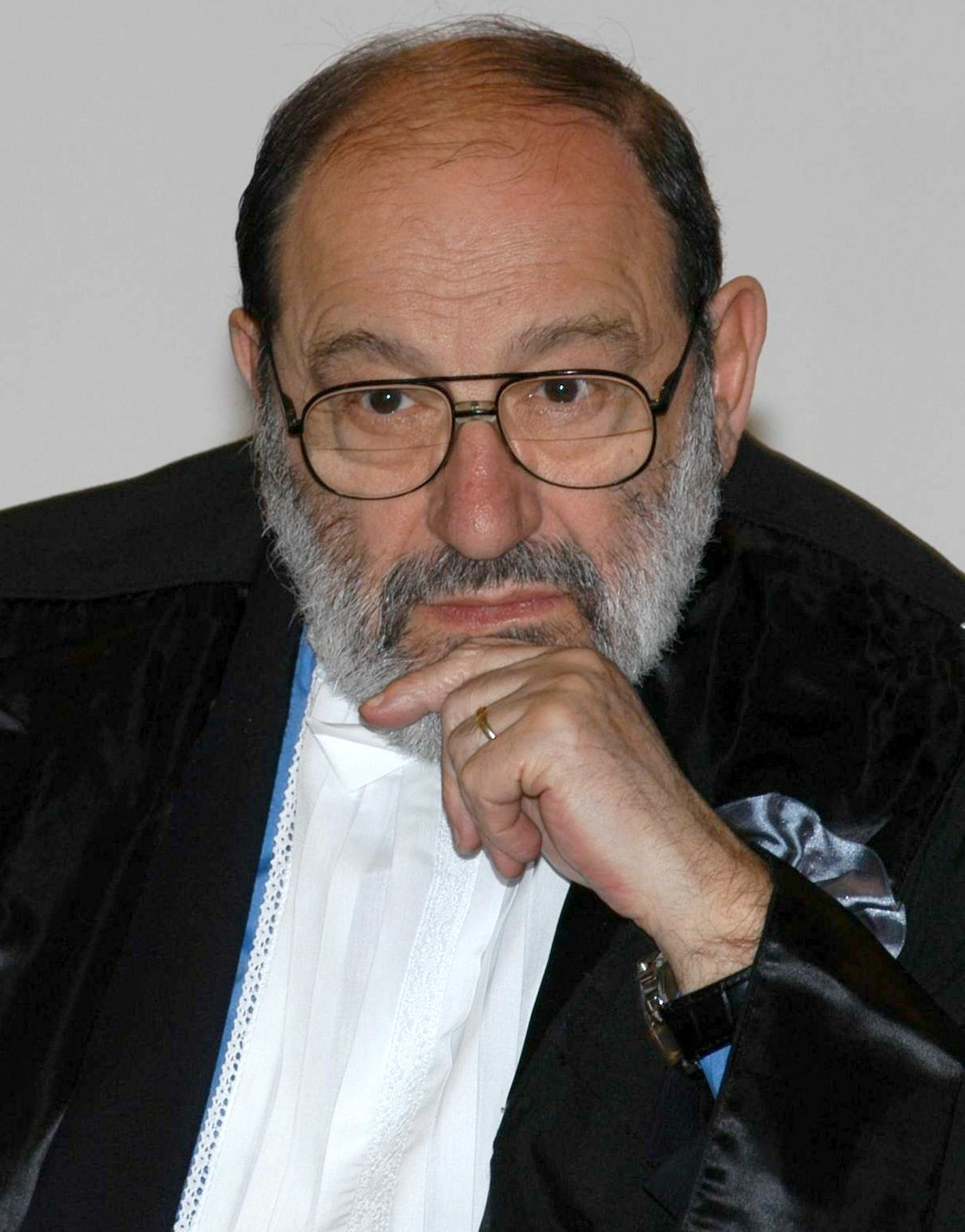
Umberto Eco

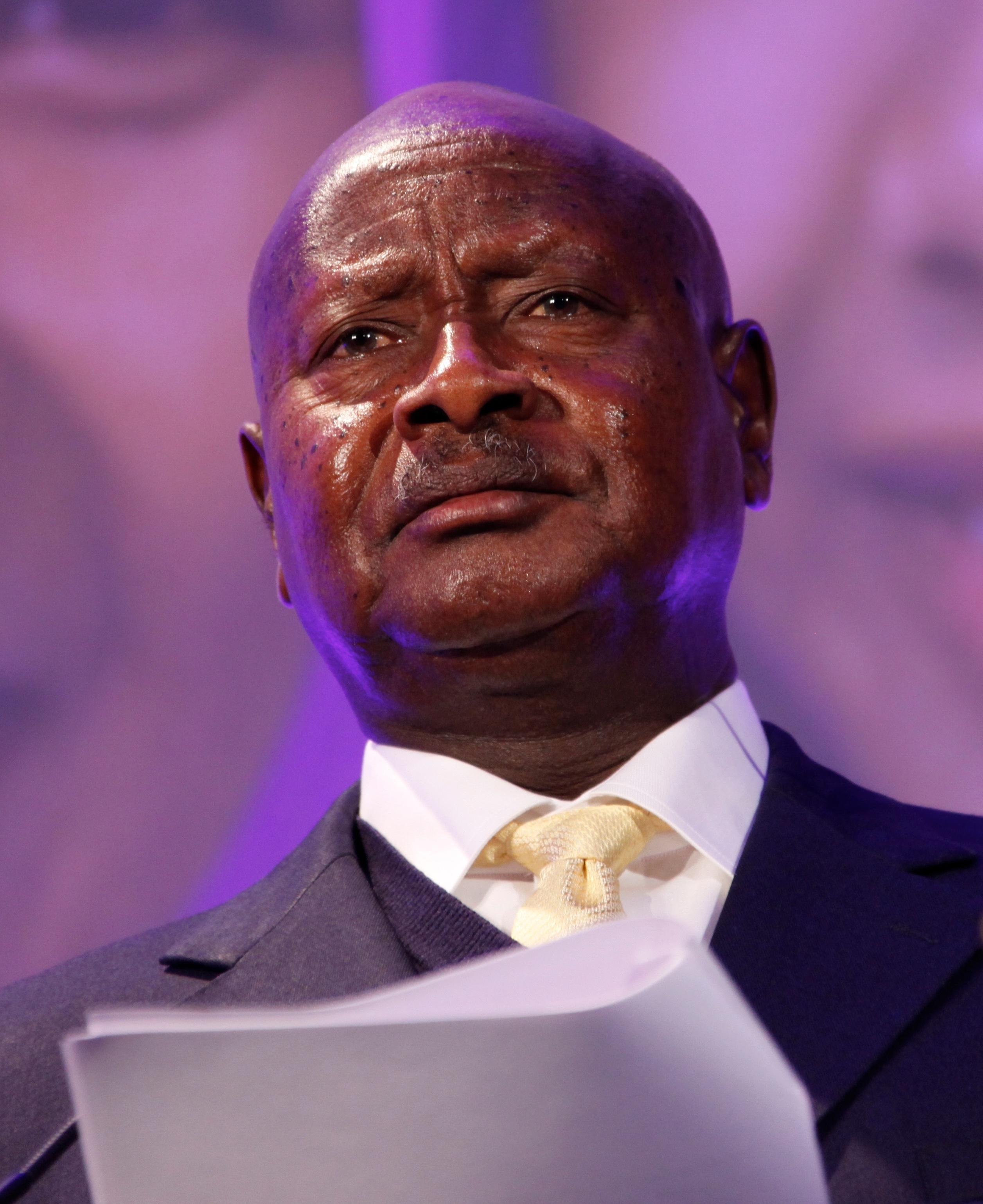
Yoweri Museveni

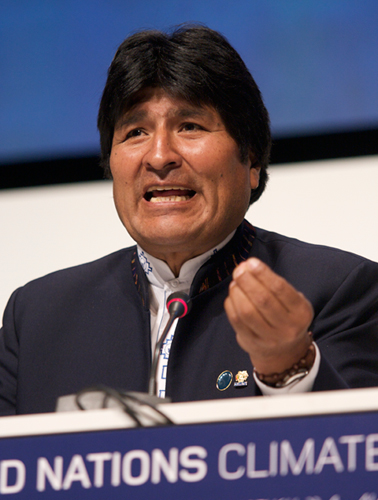
Evo Morales

1. února – pondělí 
 Mnichovský soud zrušil loňskou změnu stanov Sudetoněmeckého krajanského sdružení vzdávající se nároku na majetkové vyrovnání.
 Slovenská armáda byla povolána do nemocnic poté, co 540 zdravotních sester napříč Slovenskem podalo výpověď na protest proti novému pracovnímu zákonu nezohledňujícímu odpracovaná léta.
 Pětice českých občanů unesených v červenci 2015 v Libanonu byla propuštěna na svobodu.
 Světová zdravotnická organizace vyhlásila globální pohotovost kvůli šíření viru zika na obou amerických kontinentech.
 Britští vědci získali povolení k in vitro manipulaci DNA lidských embryí za účelem zkoumání prvotních fází embryonálního vývoje.
 Libanonští únosci pětice českých občanů požadují vydání trojice Libanonců, které český soud vydal do USA kvůli obvinění z podpory terorismu.
 Parlament Myanmaru se setkal poprvé od voleb, v nichž zvítězila Národní liga pro demokracii vedená Aun Schan Su Ťij (na obrázku).
 V americkém státě Iowa začaly primárky k americkým prezidentským volbám.
2. února – úterý 
 Městský soud v Praze nepravomocně odsoudil lobbistu Marka Dalíka k pěti letům odnětí svobody za korupční jednání v kauze nákupu transportérů Pandur II pro českou armádu.
 Evropská unie zveřejnila návrh dohody o nových podmínkách členství Spojeného království.
 Volby prezidenta USA 2016: Republikánské primárky v Iowě vyhrál Ted Cruz nasledovaný Donaldem Trumpem a Marcem Rubiem. Demokratická volební shromáždění skončila těsným vítězstvím Hillary Clintonové nad Bernie Sandersem.
3. února – středa 
 Občanská válka v Sýrii: Syrská armáda za podpory ruského letectva prolomila tříleté obležení měst Zahra a Nubl, čímž odřízla zásobovací trasy syrské opozice v Aleppu.
 Staffan de Mistura, zmocněnec OSN pro Sýrii, dočasně pozastavil mírové rozhovory mezi syrskou vládou a syrskou opozici.
 Prezident Michael D. Higgins rozpustil irský parlament Dáil Éireann. Taoiseach Enda Kenny stanovil datum všeobecných voleb na 26. února 2016.
 Jeden člověk byl zabit výbuchem bomby na palubě letu D3159 somálské společnosti Daallo Airlines. Výbuch způsobil dekompresi vnitřku letadla, avšak pilot dokázal bezpečně přistát.
 Jižní Afriku zasáhlo sucho, způsobilo nedostatečnou úrodu kukuřice a dalších obilovin.
 Francouzská policie zahájila bourání romského tábora na bývalé železniční trati Petite Ceinture. Ve slumu žilo více než 400 lidí.
4. února – čtvrtek 
 Polsko obnovilo vyšetřování letecké havárie u Smolenska z roku 2010, při které zahynul tehdejší polský prezident Lech Kaczyński (na obrázku).
 Městský soud v Praze zastavil vazební stínání libanonského podnikatele Alího Fajáda. Zatímco se pětice Čechů unesených v Libanonu vrací do Česka. Americký velvyslanec Andrew Schapiro vyjádřil šok nad tím, že ministerstvo spravedlnosti odmítlo vydat Fajáda do USA.
5. února – pátek 
 Jeden člověk byl zabit a tři další zraněni při převrácení pohyblivého jeřábu v newyorské oblasti Tribeca na Dolním Manhattanu.
 Jeden člověk byl zabit při útoku skupiny ozbrojenců oblečených v uniformě Gardy na boxerském zápase v irském hlavním městě Dublinu.
 Spolková policie zaregistrovala 22 sexuálních útoků během karnevalových oslav Kolíně nad Rýnem a zadržela 190 lidí.
 Papež František a moskevský patriarcha Kirill poprvé od velkého schizmatu z roku 1054 oznámili datum společného setkání, které proběhne 12. února 2016 v kubánské Havaně.
 Armáda České republiky předala Policii České republiky zodpovědnost za ostrahu areálu muničních skladů ve Vrběticích.
 Prezident Zimbabwe Robert Mugabe vyhlásil kvůli dlouhodobému suchu stav ohrožení ve většině venkovských oblastí země.
6. února – sobota 
 Desítky maskovaných útočníků zaútočily zápalnými lahvemi na Autonomní sociální centrum Klinika v Praze na Žižkově.
 Bhútánská královna Džetsun Pema porodila následníka trůnu.
 Bitva o Aleppo: Evropská unie vyzvala Turecko k přijetí 70 000 Syřanů prchajících před rusko–syrskou ofenzivou v okolí Aleppa.
 Pět českých skialpinistů bylo zabito pádem laviny při výstupu na horu Geier (na obrázku) v Tuxských Alpách v Tyrolsku.
 Nejméně 116 lidí bylo zabito, poté co zemětřesení o síle 6,7 stupně Richterovy škály zasáhlo město Pching-tung na ostrově Tchaj-wan.
7. února – neděle 
 Alžírský parlament schválil ústavní reformu, která mimo jiné dává berberskému jazyku postavení úředního jazyka.
 Český rozhlas vyzval Policejní prezidium k vyšetření sobotního útoku na přenosový vůz v průběhu demonstrace hnutí Úsvit - Národní koalice na Hradčanském náměstí v Praze.
 Severní Korea, přes zákaz OSN testovaní raketové technologie, vyslala na oběžnou dráhu satelit.
8. února – pondělí 
 Pokračující Irská republikánská armáda se přihlásila k pátečnímu útoku na boxerském zápase v irském hlavním městě Dublinu.
 Norský soud zrušil rozhodnutí služby Barnevernet o odebrání devítiměsíčního dítěte česko–norskému páru.
 Haitský prezident Michel Martelly (na obrázku) rezignoval na základě dohody s opozicí na svou funkci, aniž by byl zvolen jeho nástupce. Prozatímní hlavou státu se stal Evans Paul.
 Jeden člověk byl zabit a další tři zraněni v indickém městě Vellore ve státě Tamilnádu při incidentu, který místní úřady popisují jako impakt meteoritu, pokud se zprávy potvrdí, půjde o první takový případ.
9. února – úterý 
 Ozbrojení příslušníci irské policie zřídili kontrolní stanoviště napříč Dublinem s cílem zastavit probíhající válku gangů.
 Francouzský Senát schválil prodloužení výjimečného stavu vyhašeného po listopadových útocích v Paříži v roce 2015.
 Nejméně 11 lidí bylo zabito a dalších 120 zraněno při srážce dvou vlaků poblíž bavorského města Bad Aibling.
 Dvě desítky lidí zatkla hongkongská policie při nepokojích, které vypukly ve čtvrti Kowloon, poté co se místní úřady pokusily vyhnat pouliční prodavače.
 Ve věku 67 let zemřel bosenskosrbský generál Zdravko Tolimir odsouzený Mezinárodním soudním tribunálem pro bývalou Jugoslávii k doživotnímu odnětí svobody za jeho podíl na Srebrenickém masakru.
10.  února – středa 
 Nejméně 60 lidí bylo zabito při útoku dvou sebevražedných atentátnic z Boko Haram v uprchlickém táboře ve státě Borno na severovýchodně Nigérie.
 Poslanecká sněmovna Parlamentu České republiky schválila vládní návrh zákona o elektronické evidenci tržeb.
 Jihokorejské ministerstvo pro sjednocení oznámilo, že pozastavuje provoz společné průmyslové zóny v severokorejském příhraničním městě Kesong.
 Vědci z Purdueovy univerzity rozluštili genetický kód klíšťat.
 Volby prezidenta USA 2016: Stranické primárky ve státě New Hampshire vyhráli demokratický senátor Bernie Sanders a republikánský kandidát Donald Trump.
11. února – čtvrtek 
 Detektory LIGO (na obrázku) zachytily gravitační vlny vyvolané srážkou dvou černých děr. Existenci gravitačních vln předpověděla Einsteinova obecná teorie relativity.
 Syrská studie organizace Syrian Centre for Policy Research uvádí, že probíhající občanská válka si vyžádala 470 000 mrtvých a 1,5 milionu zraněných.
 Při požáru věznice ve městě Monterrey v mexickém státě Nuevo León zemřelo nejméně 50 lidí.
 Evropská migrační krize: Severoatlantická aliance vyslala svou námořní skupinu do Egejského moře s cílem odradit místní převaděčské skupiny.
 V německém městě Detmoldu začal soud s Reinholdem Hanningem, bývalým dozorcem SS ve vyhlazovacím táboře Auschwitz, obviněným ze spoluúčasti na vraždě 170 000 lidí.
 FBI zadržela čtyři zbývající ozbrojence, kteří se podíleli na okupaci přírodní rezervace Malheur v americkém státě Oregon.
 Martina Sáblíková zvítězila na mistrovství světa v rychlobruslení v ruské Kolomně.
12. února – pátek 
 Papež František se v Kubánské Havaně poprvé v historii setkal s patriarchou Kirillem, hlavou Ruské pravoslavné církve, oba církevní představitelé vyzvali k zastavení pronásledování křesťanů na Blízkém východě.
 Nadace Generace 21 obvinila televizní stanici Prima ze zmanipulování reportáže týkající se integrace iráckých přesídlenců v Jihlavě.
  Papež František jmenoval Mons. Tomáše Holuba plzeňským biskupem.
 Jihosúdánský prezident Salva Kiir Mayardit na základě mírové dohody znovu jmenoval Rieka Machara viceprezidentem. Macharovo odvolání z funkce v roce 2013 vyvolalo probíhající občanskou válku.
 Hasičský záchranný sbor uhasil požár střechy Národního muzea v Praze. Příčina požáru se vyšetřuje.
13. února – sobota 
 Ve věku 79 zemřel Antonin Scalia, soudce Nejvyššího soudu Spojených států amerických.
 Ve věku 66 let zemřel český architekt, designér a pedagog Bořek Šípek (na obrázku).
 Zemětřesení o síle 5,1 Richterovy stupnice zasáhlo oblast severně od města Fairview v Oklahomě. Otřesy jsou spojovány s hydraulickou těžbou zemního plynu v oblasti. Nejsilnější s hydraulickým štěpením spojený otřes o síle 5,6 stupně zasáhl město Prague v roce 2011.
14. února – neděle 
 Syrští Kurdové otevřeli v Praze neoficiální diplomatické zastoupení.
 Polská vláda zvažuje odebrání státního vyznamenání profesoru Janu Tomaszi Grossovi kvůli jeho komentářům týkajícím se masakru v Jedwabném a obecné polské spoluviny za holokaust.
 Vládní ofenzíva v guvernorátu Aleppo: Ozbrojené síly Turecka zaútočily na pozice kurdských milic YPG, které vytlačily antiasadovské síly z oblastí severně od Aleppa.
 Jocelerme Privert byl zvolen prozatímním prezidentem Haiti.
 Pět členů britské indie popové skupiny Viola Beach zemřelo při autonehodě ve švédském městě Södertälje.
15. února – pondělí 
 Organizace pro zákaz chemických zbraní potvrdila dva případy útoků yperitem proti pozicím kurdské Pešmergy ze strany samozvaného Islámského státu.
 Tisíce evropských ocelářů protestovaly před sídlem Evropské unie v Bruselu proti nižším clům na dovoz čínské oceli.
 Evropská unie oznámila záměr zrušit většinu ekonomických sankcí vůči Bělorusku.
 Bosna a Hercegovina podala přihlášku ke vstupu do Evropské unie.
 Ruská vojenská intervence v Sýrii: Desítky mrtvých si vyžádaly nálety údajně syrského a ruského letectva na tři nemocnice na opozicí ovládaném území v severní Sýrii.
 Válka na východní Ukrajině: Rusko–ukrajinská hranice byla uzavřena pro nákladní dopravu.
 Nejméně tři lidé byli zabiti při sebevražedném útoku samozvaného Islámského státu poblíž dagestáského města Derbent.
16. února – úterý 
 V archivu Národního muzea byla po 231 letech identifikována skladba Per la ricuperata salute di Ophelia vytvořená společnou prací skladatelů Mozarta a Salieriho u příležitosti uzdravení anglické operní pěvkyně Nancy Storaceové (na obrázku).
 Ve věku 93 let zemřel bývalý generální tajemník OSN Butrus Butrus-Ghálí.
17. února – středa 
 Japonská kosmická agentura vyslala na oběžnou dráhu rentgenovou observatoř ASTRO-H určenou ke zkoumání černých děr a galaktických jader.
 Desítky tisíc lidí demonstrovaly v kosovském hlavním městě Prištině proti vládě premiéra Isy Mustafy.
 Nejméně 28 lidí bylo zabito a dalších 61 zraněno při výbuchu automobilu v centru tureckého hlavního města Ankary. Většinu obětí tvoří turečtí vojáci.
 Občanská válka v Sýrii: Konvoje s humanitární pomocí vyrazily k sedmi enklávám obleženým silami syrské armády, protiasadovské opozice a Islámského státu.
 Společnost Apple odmítla spolupracovat s americkým Federálním úřadem pro vyšetřování na vytvoření zadních vrátek do IPhonu 5C Syeda Farooka, který spolu se svou ženou zastřelil 14 lidí v kalifornském San Bernardinu.
 Skupina Eagles of Death Metal (na obrázku) dokončila v pařížském koncertním sále Olympia koncert z 13. listopadu 2015, který byl přerušen masakrem 90 lidí.
18. února – čtvrtek 
 Společnosti ČKD Praha a IDS podaly k rozhodčímu soudu žalobu na hlavní město kvůli neproplaceným fakturám za stavbu tunelového komplexu Blanka, požadují doplatit přes miliardu korun.
19. února – pátek 
 Nejméně 12 lidí bylo zabito při útoku na uprchlický tábor v jihosúdánském městě Malakál provozovaný OSN.
 Druhá občanská válka v Libyi: Nejméně 40 příslušníků samozvaného Islámského státu bylo zabito při náletu amerického letectva na tábor poblíž libyjského města Sabráta.
 Američtí technici utěsnili rozsáhlý únik methanu z podzemního úložiště na předměstí Los Angeles.
 Společnost Virgin Galactic představila nový turistický raketoplán SpaceShipTwo.
 Ve věku 84 let zemřel italský spisovatel Umberto Eco (na obrázku).
20. února – sobota 
 Britský premiér David Cameron po dlouhém jednání s představiteli Evropské unie o podmínkách dalšího fungování Spojeného království v Unii doporučil ve svém projevu občanům Británie, aby v očekávaném červnovém plebiscitu hlasovali pro setrvání v Unii.
 Fidžijský ostrov Viti Levu zasáhla tropická cyklóna Winston. Bouře páté kategorie s poryvy větru překračujícími 300 km/h je nejsilnější zaznamenanou tropickou cyklónou v historii země. V zemi byly otevřeny nouzové úkryty a vyhlášen zákaz vycházení.
 Nejméně pět lidí bylo zabito při střetech mezi indickou armádou a Zutty protestujícími proti nastavení systému pozitivní diskriminace příslušníků nižších kast ve státě Harijána. Zuttové požadují začlenění svého etnika do systému kvót.
 Úřadující ugandský prezident Yoweri Museveni (na obrázku) vyhrál prezidentské volby pro své páté prezidentské období. Nejúspěšnější opoziční kandidát Kizza Besigye byl v zájmu pokojného průběhu voleb umístěn do domácího vězení.
 Stovky demonstrantů zablokovaly oblast kolem dětské nemocnice Brisbane na protest proti deportaci popáleného dvanáctiměsíčního dítěte nepálské křesťanky zpět do internačního centra pro žadatele o azyl na tichomořském ostrově Nauru. Proti propuštění dítěte se postavili také jeho ošetřující lékaři.
21. února – neděle 
 Volby prezidenta USA 2016: Republikánské primárky v Jižní Karolíně vyhrál Donald Trump a jeho protikandidát Jeb Bush ukončil volební kampaň. Demokratické primárky v Nevadě vyhrála Hillary Clintonová.
22. února – pondělí 
 Ve věku 66 let zemřela česká filmová, televizní a divadelní herečka Jaroslava Hanušová.
 Nejméně 42 lidí bylo zabito poté, co tropická cyklóna Winston zasáhla souostroví Fidži v Tichém oceánu.
 Indické ozbrojené síly obnovily kontrolu nad dodávkou vody do hlavního města Nové Dillí, která byla přerušena během nepokojů etnické skupiny Džatů ve státě Harijána. Deset milionů lidí je bez dodávek pitné vody již třetí den.
 Australské ministerstvo pro integraci oznámilo, že dvanáctiměsíční dítě hospitalizované s popáleninami v brisbaneské dětské nemocnici bude navzdory odporu veřejnosti po dokončení léčby deportováno zpět do internačního tábora na ostrově Nauru.
23. února – úterý 
 Kongres Spojených států amerických obdržel návrh prezidenta Baracka Obamy uzavřít věznici na námořní základně Guantánamo na Kubě.
 Jihoafrický soud nepravomocně odsoudil českého občana Radovana Krejčíře k 35letému trestu odnětí svobody za únos, pokus o vraždu a  drogové delikty.
 Občanská válka v Sýrii: Islámský stát a Fronta an-Nusrá přerušily u města Chanasír jedinou pozemní, vládou ovládanou zásobovací trasu mezi Aleppem a vládou ovládaným jihem země.
24. února – středa 
 Občanská válka v Sýrii: Organizace spojených národů provedla první shoz dvaceti tun humanitární pomoci syrskou vládou ovládanému městu Dajr az-Zaur obleženému silami Islámského státu.
 Spojené arabské emiráty stáhly své vojáky z Jemenu po střetech s místní prohádiovskou milicí na Adenském mezinárodním letišti. Letiště bylo v Adenu uzavřeno pro mezinárodní lety.
 Bolivijci v nedělním referendu zamítli navrhovanou změnu ústavy umožňující stávajícímu prezidentovi Evo Moralesovi (na obrázku) kandidaturu pro čtvrté volební období.
 Evropská uprchlická krize: Saúdská Arábie vyzvala své občany, aby opustili Libanon, poté co zastavila vyplácení vojenské pomoci libanonské armádě.
 Tři muži a dvě ženy byli shledáni vinnými z podílu na sérii znásilnění a sexuálních útoků spáchaných mezi léty 1986 až 2003.
25. února – čtvrtek 
 Ve věku 94 let zemřel historik, komunistický odbojář a pozdější mluvčí Charty 77, Miloš Hájek oceněný titulem Spravedlivý mezi národy za záchranu Židů během druhé světové války.
 Ve věku 90 let zemřel český animátor, scenárista, výtvarník, ilustrátor, malíř a režisér Zdeněk Smetana, autor Pohádky z mechu a kapradí (Křemílek a Vochomůrka), Rákosníček, Štaflík a Špagetka, Malá čarodějnice, Radovanovy radovánky a mnoho dalšího.
 Italský senát schválil navzdory širokému odporu veřejností registrované partnerství pro homosexuální a heterosexuální dvojice.
 Francouzský soud povolil částečné vyklizení migrantského tábora Džungle poblíž Calais.
26. února – pátek 
 Občanská válka v Sýrii: Příměří mezi vládními silami a vybranými opozičními skupinami začalo platit na území Sýrie. Teroristické skupiny jako Fronta an-Nusrá nebo samozvaný Islámský stát nejsou do příměří zahrnuty.

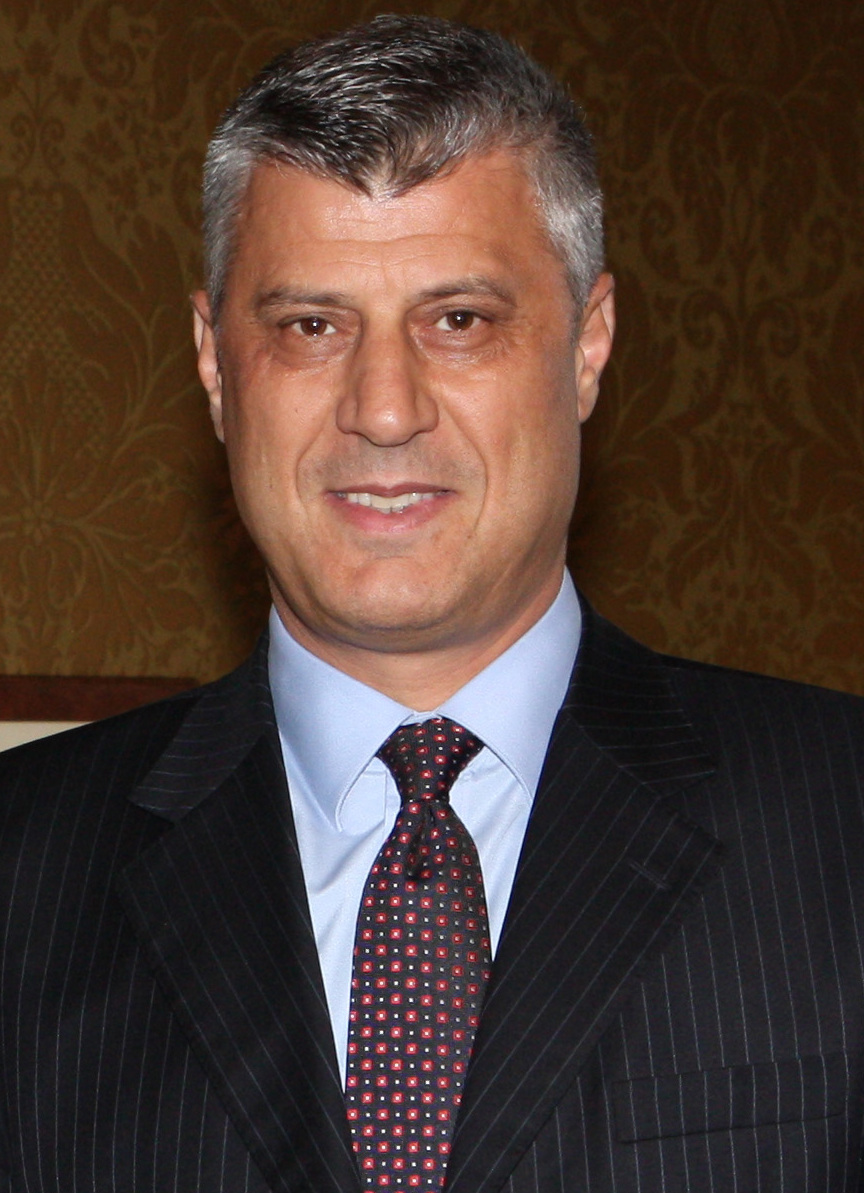
Hashim Thaçi

 Kosovský parlament zvolil Hashima Thaçiho (na obrázku) prezidentem.
 Novým prezidentem FIFA byl se 115 hlasy zvolen dosavadní generální sekretář UEFA Gianni Infantino.
 Nejméně 27 mrtvých si vyžádala epidemie viru chřipky v Česku.
 Spojené státy odpálily ze základny Vandenberg v Kalifornii balistickou raketu Minuteman III, která po třicetiminutovém letu dosáhla cíl v oblasti střelnice u pacifického atolu Kwajalein. Test měl demonstrovat převahu jaderné síly Spojených států nad Severní Koreou, která letos provedla čtvrtou jadernou zkoušku a vypustila umělou družici.
 Šílený střelec zabil střelbou z kalašnikova 4 osoby a dalších 14 zranil v obci Hesston v americkém státě Kansas. Nakonec ho zabila policie.
27. února – sobota 
 Vojenská intervence v Jemenu: Nejméně 40 lidí zahynulo a dalších 30 bylo zraněno při náletu arabské koalice bojující proti šíitským povstalcům v Jemenu. Útočící letadla zasáhla trh severovýchodně od hlavního města Saná.
 Strana Fine Gael současného taoiseacha Endyho Kennyho v irských všeobecných volbách ztratila většinu v parlamentu a možná se bude muset spojit s tradičním rivalem, stranou Fianna Fáil.
 Český občan Petr Jašek, pracující pro Hlas mučedníků a zatčený 9. prosince 2015 v Chartúmu (Súdán) za natáčení dokumentu o pronásledování křesťanů v této zemi, předstoupí brzy před soud, kde mu hrozí trest smrti.
28. února – neděle 
 V ruské Vorkutě byl vyhlášen třídenní smutek poté, co při sérii výbuchů v dole zahynulo 36 horníků včetně několika záchranářů.
 Řecká policie a agentura pro ochranu vnějších hranic Evropské unie Frontex začnou od 29. února 2016 vracet do Turecka nezákonné přistěhovalce. Opatření se dotknou všech migrantů z takzvaných bezpečných zemí, což jsou prakticky všechny africké a asijské státy kromě Sýrie a Iráku, kde zuří rozsáhlejší ozbrojené konflikty. 
 Nejméně 70 lidí zahynulo a dalších 100 bylo zraněno při výbuchu dvou náloží na tržišti v převážně šíitské čtvrti iráckého hlavního města Bagdádu. K oběma teroristickým útokům se přihlásil tzv. Islámský stát.

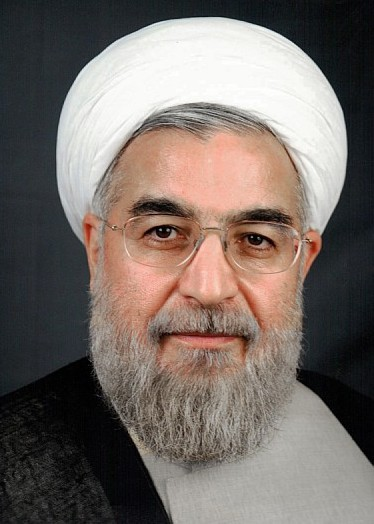
Hasan Rúhání

 Íránské parlamentní volby vyhráli reformisté prezidenta Hasana Rúháního (na obrázku).
29. února – pondělí 
 88. ročník udílení Oscarů proběhl v Dolby Theatre v kalifornském Hollywoodu. Oscara za nejlepší režii získal režisér Alejandro González Iñárritu za film Zmrtvýchvstání. Oscar za nejlepší mužský herecký výkon získal Leonardo DiCaprio za roli ve filmu Zmrtvýchvstání. Oscar za nejlepší ženský herecký výkon v hlavní roli obdržela Brie Larson za film Room. Oscar za nejlepší film získal film Spotlight a ocenění za nejlepší cizojazyčný film získal maďarský snímek Saulův syn. Šest ocenění získal film Šílený Max: Zběsilá cesta.
 Francouzská policie zahájila likvidaci části migrantského tábora Džungle poblíž města Calais.
 Pákistán popravil Mumtáze Kadría, vraha guvernéra Salmána Tásíra.
 Ruská policie zadržela ženu pod vlivem drog podezřelou z vraždy svěřeného dítěte, jehož hlavu držela v době zatčení v ruce a vyhrožovala sebevražedným výbuchem. Motivem vraždy měla být pomsta svému muži za nevěru.